# Athanase Laurent Charles Coquerel
Pour les articles homonymes, voir Coquerel.
Cet article concerne Athanase Coquerel père. Pour Athanase Coquerel fils, voir Athanase Josué Coquerel.
Athanase Laurent Charles Coquerel, dit « Athanase Coquerel père », né le 27 août 1795 à Paris et mort le 10 janvier 1868 dans la même ville, est un pasteur français.

## Biographie
Son père, également nommé Athanase Coquerel, est petit-fils d'un jardinier-fleuriste de Rouen, Laurent-Martin Coquerel, janséniste, dont les parents, jardiniers de père en fils, étaient une branche cadette d'une famille noble et ancienne dans le pays, portant même nom patronymique et mêmes armes, celles des marquis d'Iclon. Coquerel reçoit sa première éducation de sa tante, une Anglaise du nom de Helen Maria Williams, qui avait acquis une certaine réputation, à la fin du XVIIIe siècle, pour diverses traductions et ses Lettres de France. Il soutient en 1816 une thèse de baccalauréat en théologie à la faculté de théologie protestante de Montauban, intitulée Sur l'existence de Dieu, prouvée par la contemplation de l'univers et il est ordonné pasteur la même année.
En 1817, on lui offre le poste de pasteur de la chapelle anglicane Saint-Paul à Jersey, mais, ne voulant pas souscrire aux Trente-neuf articles de l'Église d'Angleterre, il décline l'offre et il exerce son ministère pastoral aux Pays-Bas, à l'église wallonne d'Amsterdam pendant douze ans. Le 2 novembre 1817, pour les 300 ans de la fête de la Réformation, il donne la prédication au temple protestant de l'Oratoire du Louvre.
En 1830, grâce au soutien du pasteur Charles Cuvier, il est appelé à Paris comme pasteur de l'Église réformée. Il fut élu membre du Consistoire réformé en 1833 et acquiert la réputation d'un grand prédicateur. Il a une orientation théologique libérale, ce qui n'est pas le cas de ses confrères pasteurs du consistoire de Paris. En 1835, il fonde le Église indépendante dans le quartier des Batignolles, troisième lieu de culte réformé de Paris.

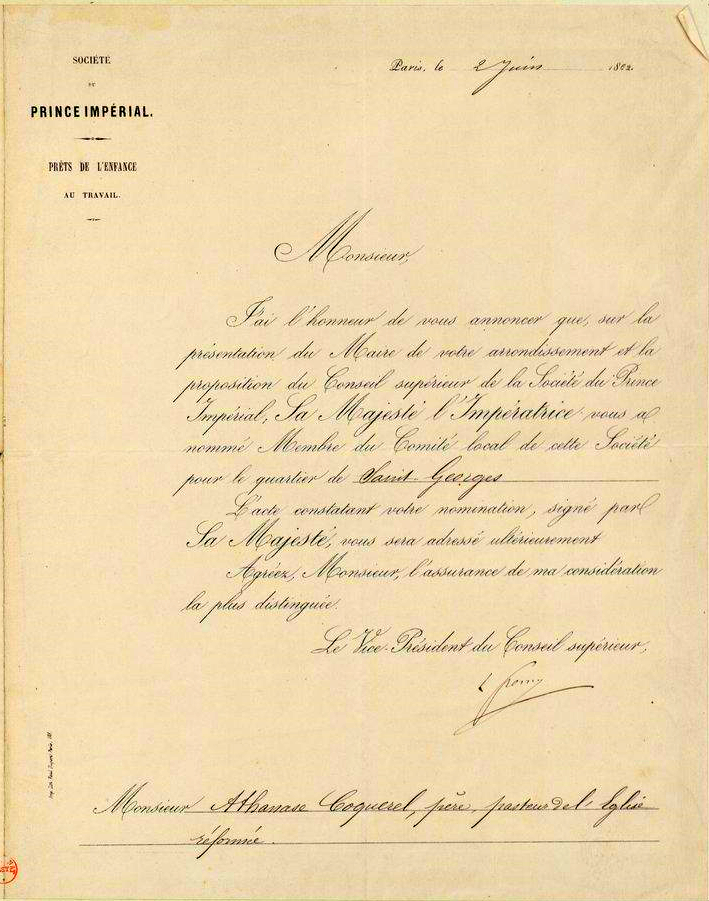
Nomination au comité local de la Société du Prince Impérial en 1862.

Il exerce deux mandats électifs après la révolution de 1848. Il est élu le 23 avril 1848 représentant de la Seine à l'Assemblée constituante où il siège en tant que républicain modéré, puis il est réélu le 13 mai 1849, dans le même département, à l'Assemblée nationale remportée par le Parti de l'Ordre conservateur. Il est membre de la commission législative qui a élaboré le projet de loi Falloux sur l'enseignement, ainsi que de la Commission sur l'assistance et la prévoyance publiques présidée par Thiers. Il est favorable au premier ministère de Louis-Napoléon, et vota en faveur de l'expédition de Rome et de la restauration du pouvoir temporel du pape.
Cependant, après le coup d'État du 2 décembre 1851, il quitte la politique et se consacre exclusivement au ministère pastoral. Il donne sa dernière et 1160e prédication à l'Oratoire du Louvre, le vendredi saint 1867, et meurt l'année suivante.

## Vie privée
Il épouse Nancy Rattier, originaire de Montauban, le couple a cinq enfants : Athanase Josué, dit « Coquerel fils », pasteur et écrivain, l'entomologiste Charles Coquerel, Jean, Hélène et Cécile. Il se remarie avec Sophie Mollet, le couple a trois enfants : Henri, Étienne et Paul.